# Karabin SAR-80
Singapore Assault Rifle 80 (SAR-80) – singapurski karabin szturmowy produkowany przez firmę Chartered Industries of Singapure w pierwszej połowie lat osiemdziesiątych.

## Historia konstrukcji
W 1972 roku firma CIS rozpoczęła produkcję karabinu M16A1. Do końca lat osiemdziesiątych wyprodukowano ich około 200 tysięcy. Jednak już w połowie lat siedemdziesiątych podjęto decyzję o opracowaniu innego karabinu. Nową broń miał skonstruować Frank Water ze Sterling Armament Company Ltd. Projektując nowy karabin oparł się on na starszym karabinie AR-18, produkowanym przez firmę Armalite Inc.
Prototypy wykonano w 1978 roku. Testy nowej broni odbywały się w szkole piechoty armii Singapuru. Po wprowadzeniu drobnych poprawek w 1980 roku rozpoczęto produkcję karabinu jako SAR-80 (Singapore Assault Rifle 80). Do połowy lat osiemdziesiątych wyprodukowano ok. 60 tysięcy sztuk tej broni. Karabin był eksportowany w małych ilościach do Sri Lanki, Somali i Chorwacji. W drugiej połowie lat 80. produkcję karabinu SAR-80 zakończono.

## Opis konstrukcji
Karabin SAR-80 jest indywidualną bronią samoczynno-samopowtarzalną. Zasada działania oparta na wykorzystaniu energii gazów prochowych odprowadzanych przez boczny otwór lufy. Tłok gazowy o krótkim ruchu przekazuje energię przez popychacz na suwadło. Ryglowanie przez obrót zamka w lewo (siedem rygli). Mechanizm spustowy kurkowy umożliwia strzelanie ogniem pojedynczym i seriami. Dźwignia przełącznika rodzaju ognia po lewej stronie broni. Zasilanie z dwurzędowych magazynków łukowych o pojemności 30 naboi (magazynki zamienne z magazynkami M16). Otwarte przyrządy celownicze składają się z muszki i celownika przeziernikowego. Kolba z tworzywa sztucznego, stała. Nieliczne egzemplarze posiadają szkieletową kolbę składaną na lewy bok komory zamkowej.